# 高橋直気
高橋 直気（たかはし なおき、1982年10月13日 - ）は、日本のタレント。千葉県出身。元ジャニーズJr.。血液型はO型。足のサイズ26.5cm。

## 所属事務所
ジャニーズ事務所　→　ミューズ　→　Future Media Entertainment　→　株式会社アクラ　→　ハーキュリーズ　→　フリー

## 経歴
- 1995年10月22日にジャニーズ事務所に入所、嵐の櫻井翔やダンサーの米花剛史とは同期に当たる。SMAPの中居正広主演のドラマ「勝利の女神」に出演してすぐに人気が沸騰するも、1996年に事務所を自ら退所。その後はライジングプロダクション系列のミューズに所属して1999年まで芸能活動をしていたがクレアラシルのCMの放映後は長らく消息不明だった。
- 2009年6月30日にブログを開設し同年8月にジャニーズ時代からの友人で元ジャニーズJr.の井上和英と共にユニット「LUV'Z」を結成して歌手活動を開始、2009年12月にLUV'Zとして初の単独ライブを開催した。2012年2月に「el'z」に名前を変更しメジャーデビューが決定していたが、2013年7月22日に所属していた事務所の「Future Media Entertainment」から離れフリーで活動する事やリリースが未定となった事を報告した[2]。2015年7月1日に井上との活動を休止しサポートメンバーだったギターの柳と共にロックバンド「Vince niu Habit」を結成するも[3]、11月9日に活動休止[4]。
- 2015年3月に「高橋直稀」と改名しソロでの芸能活動を再開したが2015年11月に本名の「高橋直気」に戻している。
- プロレス団体DRAGON GATE傘下のインディーズレーベルDRAGON GATE RECORDSから発売されたコンピレーション・アルバムの「OPEN THE MUSIC GATE -Millennial Impact!!」などに収録されているel'zが歌うauroraはT-Hawkのテーマ曲となっており、この曲はAmazon MusicやiTunes Storeやmoraなどで配信されている。
- ユニット活動中から都内のライブハウスのライブにも出演していたが、前述のユニット活動休止後は2017年10月14日に初のワンマンライブを開催した。
- 2017年に配信シングルを2作配信していた事があり、2019年2月1日に新作「Style」を含めた3作入りのマキシシングルCD「Way of Life」やライブでのグッズを公式ネットショップの通販のみとはいえ発売していた[5]。
- 俳優業では「横浜見聞伝スター☆ジャン Episode：2」で「サイボーグ」以来約20年ぶりにテレビドラマに復帰し初の舞台や声優も経験、映画にも初出演した。
- 2013年12月1日に高橋自身が長年好きだった十字架と髑髏を中心としたシルバーアクセサリーのネットショップ「Skull-Spread.com」を開店し店長に就任、自身も海外に買い付けに行って商品を仕入れていたが2014年4月末で閉店した[6]。2015年10月から2016年1月まで原宿を拠点とするアクセサリーブランド「MATERIAL CROWN」でコラボレーションアクセサリー[clear soul]を受注販売していた[7]。
- アパレルブランド「Rady」のメンズモデルとして2018SSからRadyのWebサイトやカタログに登場している[8]。他にも2020年10月から水着・ファッション通販「andante」のメンズモデルとしても活動しており、コラボ商品も発売している。

## 人物
- 特技：少林寺拳法（黒帯）
- 趣味：バスケットボール、音楽鑑賞、ダンス（ヒップホップ）、ウェイクボード
- 高橋のファンはSOUL'Sと呼ばれる。
- 井上とはel'z活動休止後もSNSだけでなく私生活でも交友があり、お互い永遠の相方と称するほどである。高橋のYouTubeチャンネルに井上も出演した事がある。
- 2009年の活動再開前はホストクラブにホストとして勤務していたと週刊誌等に書かれたり噂されていた事があるが、活動再開後のel'zのブログなどでこの事を否定している[9]。
- YouTubeで2008年時点でのフレアバーテンディングの動画も初公開している。
- 普通運転免許証の他に小型船舶操縦士の中の二級小型船舶と特殊小型船舶の免許を取得している[10]。
- 右腕と右胸にタトゥーを入れている。腕のタトゥーはInstagramなどでの写真やネット配信でも時折見えている。また「レクイエム ～外道の中の外道～第一章」に出演した際には普段は衣装やデジタル修正で隠れている胸のタトゥーも映し出されている。

## 出演

### ダウンロード配信シングル
- aurora ～T-Hawk テーマ曲～（2015年11月25日配信開始、el'z名義）
- Fly Away（2017年1月13日配信、作詞：高橋直気・作曲：中村タイチ、配信終了）
- GO AHEAD（2017年2月13日配信、作詞：高橋直気・作曲：中村タイチ、配信終了）

### シングルCD
- Way of Life（2019年2月1日発売、公式ネットショップ限定発売）

### ワンマンライブ
- 1stワンマンバースデー SOUL'S感謝LIVE（2017年10月14日、吉祥寺Shuffle）
- 2nd soul'sと共に?hearts together?（2018年5月13日、吉祥寺Shuffle）
- 祝！Birth Festival! SOUL'Sと！（2018年10月13日、吉祥寺Shuffle）

### ネット配信
- 高橋直気の肉より仕事!（2016年4月 - 2018年9月、LINE LIVE）※週1回配信
- 高橋直気の人生イノベーションでしょ!（2017年4月 - 2018年3月、LINEラジオ）※月1回配信
- 公式17 Live（2019年7月 -）

2019年7月から17 Liveを開始し9月1日に認証ライバーとなる。
- NAOKI CHANNEL（2020年2月 -、YouTube）

### ラジオ
- ○○とふたりのMC（2019年3月19日放送、渋谷クロスFM、ゲスト出演）[11]

### テレビ番組
- 愛LOVEジュニア[12]
- アイドルオンステージ
- 純情学園男組（1999年4月-6月、朝日放送）
- チャンスの殿堂!（1999年7月-8月、毎日放送）
- 全力坂（2017年2月・11月、テレビ朝日）

### テレビドラマ
- 勝利の女神（1996年4月-6月、フジテレビ）- 田川一樹 役
- 新・木曜の怪談「サイボーグ」（1996年10月-11月、フジテレビ）- 今村優人 役
- 横浜見聞伝スター☆ジャン Episode：2（2016年4月-6月、テレビ神奈川）- 嵐 / ロイヤルストーム（声） 役
- 遺産相続弁護士 柿崎真一 最終話（2016年9月、読売テレビ）
- 土曜ドラマ24 潜入捜査アイドル・刑事ダンス 7・8話（2016年11月、12月、テレビ東京）- 西山竜太 役
- スター☆コンチェルト〜オレとキミのアイドル道〜 (2017年1月-3月、メ〜テレ）- スバル 役[13]
- 極道めし 8・9話（2018年9月、BSジャパン）[14]

### 映画
- the starjyan less than zero - 嵐 / ロイヤルストーム（声） 役（2016年）
- Blue Whale - 林田蓮 役（2018年）
  - 前半 Players
  - 後半 Survivor
- 劇場版 横浜見聞伝スター☆ジャン Episode：Final - 嵐 / ロイヤルストーム（声） 役（2018年7月公開）
- TOKYO24 - 東條晃 役（2019年10月公開）

### Vシネマ
- レクイエム ～外道の中の外道～第一章 - セツナ 役（2017年）
- 影と呼ばれた男たち4 - 藤江裕太 役（2020年）

### テレビアニメ
- 戦国鳥獣戯画（2016年10月 - 2017年4月、加藤嘉明(ウマ)）

### 舞台
- K‐Assistant（2016年7月9日・10日、LOFT9Shibuya）

### モデル
- Rady（2018年2月 - ）
- andante（2020年10月 - ）

### CM
- P&Gクレアラシル（1999年10月）

### ドキュメンタリーDVD
- New Year Revolution（2019年1月24日発売）